# Мебагишвили, Карл Александрович
Карл Александрович Мебагишвили (1920—1949) — Гвардии старший лейтенант Советской Армии, участник Великой Отечественной войны, Герой Советского Союза (1945).

## Биография
Родился 16 марта 1920 года в Тифлисе. Окончил десять классов школы. В 1939 году Мебагишвили был призван на службу в Рабоче-крестьянскую Красную Армию. В 1940 году он окончил Краснодарское военное авиационное училище лётчиков. С июня 1941 года — на фронтах Великой Отечественной войны.
К концу войны гвардии лейтенант Карл Мебагишвили командовал звеном 74-го гвардейского штурмового авиаполка (1-й гвардейской штурмовой авиадивизии, 1-й воздушной армии, 3-го Белорусского фронта). За время своего участия в войне он совершил 108 боевых вылетов на штурмовку скоплений боевой техники и живой силы противника, нанеся ему большие потери.
Указом Президиума Верховного Совета СССР от 29 июня 1945 года гвардии лейтенант Карл Мебагишвили был удостоен высокого звания Героя Советского Союза с вручением ордена Ленина и медали «Золотая Звезда».
После окончания войны Мебагишвили продолжил службу в Советской Армии. Выступал в соревнованиях по тяжёлой атлетике — был чемпионом Белорусского военного округа в легком весе в 1946 году.
Погиб в авиакатастрофе 23 июня 1949 года.

## Награды
Был также награждён тремя орденами Красного Знамени, орденами Отечественной войны 2-й степени и Красной Звезды, рядом медалей.

## Память
В честь Мебагишвили названа улица в городе Ахалцихе.